# Абдуллаев, Алтынбек
Алтынбек Абдуллаев (1932—2019) — советский хлопковод, Герой Социалистического Труда (1966).

## Биография
Родился в 1932 году в селе Кольтоган, Келесского района, Туркестанская область, Казахстан.
С 1955 года работал механизатором в хлопко-совхозе имени Чапаева, в 1963 году был руководителем звена. Выращивал рекордные урожаи хлопка.
Указом Президиума Верховного Совета СССР 30 апреля 1966 года присвоено звание Героя Социалистического Труда.
Алтынбек Абдуллаев комплексно механизировал выращивание хлопка, используя новые методы агротехники. Вышел на пенсию, жил в селе Амангельды. Умер в 2019 году в Казахстане.